# Ozarba fumosa
Ozarba fumosa là một loài bướm đêm trong họ Noctuidae.